# Lasionycta fergusoni
Lasionycta fergusoni là một loài bướm đêm thuộc họ Noctuidae. Nó được tìm thấy ở miền nam Washington Cascades qua British Columbia và Alberta tới miền nam Yukon.
Nó được tìm thấy ở subalpine forests và is nocturnal.
Sải cánh dài 32–36 mm đối với con đực và 32–37 mm đối với con cái. Con trưởng thành bay từ cuối tháng 6 đến giữa tháng 8.